# Гулиев, Эльдар Аллахъяр оглы
Эльдар Аллахъяр оглы Гулиев (азерб. Eldar Allahyar oğlu Quliyev; род. 26 июля 1951, Баку) — депутат Милли Меджлиса Азербайджана III, IV, V, VI, VII созывов, председатель правления Центрального союза Потребительской кооперации Азербайджана «Азериттифаг», ректор Азербайджанского Университета кооперации, доктор экономических наук, профессор.

## Биография
Родился 26 июля 1951 года в Баку. В 1968 году окончил среднюю школу № 187 города Баку.
В 1973 году окончил Азербайджанский Институт Народного Хозяйства имени Д. Буньядзаде (нынешний Азербайджанский государственный экономический университет). по специальности «экономист».
В 1973—1974 годах работал в научно-исследовательском Институте. 
В 1975—1987 годах работал на ответственных должностях в системе Министерства Торговли Азербайджана.
В 1981—1985 гг. занимался научно-исследовательской работой в качестве аспиранта в Азербайджанском Государственном Экономическом Университете. В 1987—1990 годах работал на должности начальника управления Центрального Союза Потребительской Кооперации Азербайджана. В 1990 году избран на должность заместителя председателя правления Центрального Союза Потребительской Кооперации Азербайджана, в 1993 г. на должность председателя Правления, и по настоящее время руководит им на общественных началах. 
С 2011 года является ректором Азербайджанского Университета Кооперации.
Доктор экономических наук, профессор. 
В 2011 году избран почетным депутатом Парламентской ассамблеи тюркоязычных стран,
С 2016 года — руководитель азербайджанской делегации в Парламентской ассамблее Черноморского экономического сотрудничества.
Действительный член Международной Тюркской академии, Европейской Академии Естественных Наук, расположенной в Термакии в городе Ганновере; Международной Академии Экономических и Социальных Наук Италии; почетный доктор Технического Университета Сухушвили Республики Грузии. Почетный ученый города Рим. 
На прошедшем 20 июня 2019 года в Баку очередном заседании Парламентской Ассамблеи Организации стран Черноморского Экономического Сотрудничества избран на должность заместителя председателя организации. 
Депутат Милли Меджлиса Азербайджанской Республики III, IV, V, VI созывов. 
Председатель Счётной комиссии Милли Меджлиса. Руководитель межпарламентской группы по отношениям с Нидерландами. 
В 2024 году на парламентских выборах в Азербайджане, которые состоялись 1 сентября, одержал победу в III Сабунчинском избирательном округе №28. Официально стал депутатом Милли Меджлиса Азербайджана седьмого созыва, первое заседание которого состоялось 23 сентября 2024 года.

## Научная деятельность
Научные труды и книги изданы в  Азербайджане, Турции, США, странах Европы. В марте 2017 года в Германии опубликована книга «Глобальная продовольственная безопасность: реалии, вызовы и перспективы». Презентация книги прошла в ноябре 2017 года в Риме. На презентации участвовали известные ученые, представители академических и образовательных школ, международных компаний Рима, представители Продовольственной и аграрной организации (ФАО) ООН.
Совет по общественным наградам ООН присудил книге награду «Книга Года за мировую важность».
За данную книгу а также за эффективную деятельность в международных организациях Эльдар Гулиев был назначен почетным послом доброй воли и науки UNCOPA, ООН (Женева), а также был удостоен международного звания «ученый года в тюркском мире» Международной Тюркской Академией.
Обе награды были представлены 1 июня 2018 года на международной научно — практической конференции «Проблемы обеспечения продовольственной безопасности независимого Азербайджанского государства и повышение конкурентоспособности аграрной сферы», посвященной 100—летию Азербайджанской Демократической Республики.
За монографию «Глобальная продовольственная безопасность: реалии, вызовы и перспективы», посвященной актуальной проблеме мировой экономики и за значительные достижения, нацеленные в целом на решение глобальных продовольственных проблем постановлением Президиума Европейской Академии Естественных Наук Эльдар Гулиев удостоен международной премии «Ученый года» и награждён медалью «Эйлер». Церемония награждения состоялась 4 апреля 2019 года в Берлине.
По случаю 70-летнего юбилея Посла ООН по науке и миру, профессора Эльдара Гулиева, книга «Глобальная продовольственная безопасность: реалии, вызовы и перспективы» за свою важную научную ценность была награждена Орденом «UNCOPA CORIFEY».
Автор более 10 учебников и монографий, более 100 научных статей. 
Награждён Международной Академией Наук Исследования Тюркского Мира медалью «Золотая Звезда» и Международной премией Ататюрка, Наградным Комитетом Организации Объединённых Нации орденом «Коронная Служба» и Международным Наградным Комитетом Совета по Общественным Наградам (UNCOPA) «Орденом за службу Европе», Европейской Академией Естественных Наук орденами «Звезда Сенатора» и «Золотой Орел». Во время награждения медалью имени Лейбница в Термании в городе Берлин удостоен звания «Заслуженного деятеля науки Европы».

## Изданные учебники
- «Особенности государственного урегулирования внешнеэкономической деятельности в современный период» Учебное пособие для вузов. Баку, «Кооперация», 2011.
- «Организация таможенного дела» Учебное пособие для вузов. Баку, «Кооперация», 2012.
- «Надежная система продовольственного обеспечения: Проблемы кооперации и интеграции» Учебное пособие для вузов. Баку, Издательство «Элм», 2013.
- «Аграрная экономика» Учебное пособие для вузов. Баку, «Кооперация», 2015.
- «Глобальная продовольственная безопасность: реалии, вызовы и перспективы» — монография, Германия, Кельн, 2017.
- Проблемы и стратегические направления укрепления безопасности пищевых продуктов - монография. Баку, "Сотрудничество", 2020 г.
- Кооперативное движение: эволюция, современное состояние и тенденции развития — монография. Баку, Сотрудничество 2021
- Роль Карабахского и Восточно-Зангезурского экономических районов в устойчивом развитии Азербайджана. Баку, Сотрудничество 2023

## Награды
- Орден «Честь» (26 июля 2021 года) — за многолетнюю плодотворную деятельность в общественно-политической жизни Азербайджанской Республики[3]
- Орден «Слава» (18 июля 2011 года) — за активное участие в общественно-политической жизни Азербайджанской Республики[4]
- Медаль «Парламент» по случаю 100-летия парламента Азербайджана
- Золотая медаль по случаю 100-летия образования Азербайджанской Демократической Республики (3 июля 2019 года)
- Юбилейная медаль министра иностранных дел Эльмара Мамедъярова (За успешное представительство Азербайджана в международных организациях)[источник не указан 2076 дней]
- Медаль Г. В. Лейбница (2013 год)[5]
- Орден за службу Европе Международного наградного союза UNCOPA (2016 год)[6]